# Atyphella abdominalis
Atyphella abdominalis is een keversoort uit de familie glimwormen (Lampyridae). De wetenschappelijke naam van de soort werd voor het eerst geldig gepubliceerd in 1886 door Olivier als Luciola abdominalis.